# Bernard Diron d'Artaguiette
Bernard d'Artaguiette d'Iron, souvent appelé Bernard Diron d'Artaguiette (ou simplement , Diron), officier de l'armée française, géographe, lieutenant du roi et inspecteur général pour la Louisiane française.
Baptisé le 25 avril 1696 à Mendionde (Pyrénées-Atlantique) sous le prénom de Bernat, il est le benjamin d'une famille de 9 enfants, fils cadet de Jean Baptiste d'Artaguiette, syndic des Etats de Navarre et subdélégué de l'Intendant, devenu secrétaire du roi "pour faire plaisir à ses fils", et de Marie de Hariette, qui lui apportera la seigneurie d'Iron (ou Irun), à Mendionde.  
Il n'est pas sûr qu'il ait accompagné ses deux frères en Louisiane dès 1707, car il n'aurait eu que 11 ou 12 ans. 
En 1719, il est capitaine d'infanterie dans les troupes de la Louisiane. Il lève à la boussole une grande "carte du fleuve Saint-Louis, ci-devant Mississipy, depuis la Nouvelle Orléans jusqu'au village sauvage Cahokia", soit près de "400 lieues en suivant les détours". En 1721, le Duc d'Orléans, Philippe d'Orléans, régent de France, le nomme Inspecteur général pour la Louisiane française. Il visite alors le pays des Illinois ; il a laissé un intéressant Journal relatant son voyage (du 22 décembre 1722 au 10 septembre 1723). 
Il fut ensuite commandant du Fort Condé à la Mobile, nouvellement reconstruit en briques. La rivière et son embouchure étaient difficiles à trouver, changeant constamment au gré des alluvions, des crues et des ouragans. En 1725, 1726 et 1734, il signe plusieurs cartes de "l'entrée de la Baye de la Mobille, avec les observations… pour y entrer les vaisseaux" faites depuis ce fort. Il se fait aider par Jean-Pierre de Lassus, arpenteur de la colonie, qu'il soutient dans ses démêlés avec ses supérieurs.
Lors d'un séjour en France en 1732, il fut élevé au grade de "lieutenant de roi" dans la ville de Mobile. Il repart de La Rochelle sur le même vaisseau que le gouverneur Bienville, qui arrive au printemps 1733.
Mais en 1736, après la malheureuse expédition contre les Chicachas (ou Chicasaw), il se plaint haut et fort de ce que l'énorme retard de Bienville à engager les opérations a coûté la vie à son frère Pierre, pris et brûlé par les Indiens, tandis que le gouverneur, de son côté, laisse entendre que les prisonniers auraient négligé de détruire leurs papiers, révélant ses plans aux Anglais et expliquant ainsi son échec ; leurs relations s'enveniment fortement. Fin 1738, d'Iron est nommé lieutenant de roi en la ville du Cap Français (act. Cap Haïtien), à Saint-Domingue, et adresse ses remerciements au ministre (14 décembre) ; il en profite pour faire un rapport très critique sur l'administration de la Louisiane par Bienville et son neveu Noyan.
Il meurt le 11 août 1742 à Léogane dans l'île de Saint-Domingue, actuelle Haïti, âgé d'environ 46 ans.
Il aurait été marié à France-Félicité Rivière, fille d'un secrétaire du roi. Sa veuve se remaria deux fois, d'abord avec Charles Lambert Desgranges, officier d'artillerie au Cap Français, puis à nouveau, le 14 janvier 1763 à Bordeaux, avec Jean de Casamajor de Gestas, qui avait également servi à Saint-Domingue. 
Parmi ses frères, l'aîné, Jean-Baptiste-Martin d'Artaguiette (d'Iron), fut commissaire ordonnateur pour la Louisiane en 1707-1712, et fit fortune comme directeur de la Compagnie des Indes pendant le système de Law ; le cadet, Pierre d’Artaguiette (d'Itouralde), officier de l'armée française nommé au grade de major et commandant du Pays des Illinois, fut tué par les Indiens en 1736.